# Wilhelm I. (Berg)
Wilhelm I. von Berg (* vor 1296; † 21. April oder 11. Mai 1308) war von 1296 bis 1308 Graf von Berg.
Wilhelm war der Bruder des kinderlosen Adolf V. und ließ sich vom Papst vom geistlichen Stand des Dompropstes lossprechen. Er heiratete Irmgard von Kleve, die Schöne genannt, eine Tochter des Grafen Dietrich VI. von Dinslaken. Die Ehe blieb jedoch ohne Kinder.
Seine Amtszeit war von verschiedenen Konflikten mit den Erzbischöfen von Köln geprägt. Im Jahr 1300 unterstützte er König Albrecht I. von Habsburg gegen die rheinischen Kurfürsten und baute so seine Position gegen Kurköln aus.
Er gründete Stiftungen für Klöster und Kirchen, beispielsweise an das Kreuzbruderkloster in Beyenburg und an das Damenstift in Gräfrath. Für die Hückeswagener Bürger galt er als Wohltäter, da er sie aus der strengen Eigenhörigkeit der Vollschuldner in die höhere Stufe der Wachszinsigen erhob.
Wilhelm starb 1308 und wurde in der Familiengruft im Altenberger Dom bestattet. Neben ihm ruht seine am 12. Mai 1319 verstorbene Gemahlin. Das Grabmal ist eine besondere Arbeit altdeutscher Kunst. Die Platte besteht aus schwarzem Marmor, das Bildnis des Fürstenpaares ist in weißem Marmor eingelegt, der teilweise bemalt ist.